# Episinus nadleri
Episinus nadleri là một loài nhện trong họ Theridiidae.
Loài này thuộc chi Episinus. Episinus nadleri được Herbert Walter Levi miêu tả năm 1955.